# Jost Bürgi
Jost Bürgi, Joost sau Jobst Bürgi (n. 28 februarie 1552 la Lichtensteig Elveția - d. 31 ianuarie 1632) a fost un ceasornicar și matematician elvețian, dar și fabricant de instrumente astronomice.
Este considerat unul dintre întemeietorii calculului cu logaritmi.
În 1602 a început întocmirea unei tabele de antilogaritmi, pe care a tipărit-o la Praga în 1620 sub titlul: Arithmetische und geometrische Progress Tabulen (Tabele cu progresii aritmetice și geometrice).
Baza sistemului lui Bürgi este: {\displaystyle (1,0001)^{1/10}=1,0000099.\!}
S-a ocupat de procedeul de înmulțire prescurtată a fracțiilor zecimale și cu studiul formulelor care exprimă sinusul și cosinusul unghiului multiplu, formule care erau cunoscute până atunci doar pentru anumiți multipli ai unghiurilor. Cu acestea a dezvoltat un tabel de valori pentru sinus, „Canon Sinuum”.